# Liste de sommes d'inverses d'entiers
En mathématiques, en particulier en théorie des nombres et en analyse, interviennent de nombreuses expressions comportant des sommes d'inverses d'entiers strictement positifs (appelés fractions unitaires, ou égyptiennes). Cette page répertorie certaines sommes ayant des propriétés remarquables.

## Exemples de sommes d'un nombre fini d'inverses d'entiers
- La moyenne harmonique d'une famille finie d'entiers strictement positifs est le nombre de ces nombres multiplié par l'inverse de la somme de leurs inverses.
- Le {\displaystyle n}-ième nombre harmonique, qui est la somme des inverses des {\displaystyle n} premiers entiers strictement positifs, n'est jamais un entier sauf dans le cas {\displaystyle n=1}.
- De plus, József Kürschák a prouvé en 1918 que la somme des inverses d'une série d'entiers naturels consécutifs (qu'ils partent de 1 ou non) n'est jamais un entier.
- La somme des inverses des n premiers nombres premiers n'est jamais un entier.
- La conjecture de Fermat-Catalan concerne une certaine équation diophantienne, demandant l'égalité entre la somme de deux entiers strictement positifs élevés à une puissance entière strictement positive avec un entier du même type (les entiers de base étant premiers entre eux). La conjecture stipule que l'équation a un nombre fini de solutions dont la somme des inverses des trois exposants de l'équation est strictement inférieure à 1. Le but de cette restriction est d'exclure l'infinité connue de solutions dans lesquelles deux des exposants sont égaux à 2 et l'autre exposant est un nombre pair.
- Une décomposition en somme de fractions égyptiennes est une somme finie d'inverses d'entiers strictement positifs. D'après la conjecture résolue d'Erdős-Graham, lorsque l'on partitionne les entiers à partir du nombre 2  en un nombre fini de parties, l'une des parties peut être utilisée pour former une représentation en somme de fractions égyptiennes du nombre 1.
- La conjecture d'Erdős-Straus stipule que pour tout entier {\displaystyle n\geq 2}, le nombre rationnel {\displaystyle 4/n} peut être exprimé comme somme de trois fractions égyptiennes.
- Le quotient de Fermat en base 2, {\textstyle {\frac {2^{p-1}-1}{p}}} pour un nombre premier impair {\displaystyle p}, lorsqu'il est exprimé  modulo {\displaystyle p} et multiplié par –2, est égal à la somme des inverses modulo {\displaystyle p} des nombres situés dans la première moitié de la plage {\displaystyle \{1,...,p-2\}}.
- Dans un triangle, la somme des inverses des hauteurs est égale à l'inverse du rayon du cercle inscrit (qu'il s'agisse ou non d'entiers).
- Dans un triangle rectangle, la somme des inverses des carrés des hauteurs issues des sommets non droits (de manière équivalente, des carrés des longueurs des côtés de l'angle droit) est égale à l'inverse du carré de la hauteur issue de l'angle droit (théorème de Pythagore inversé). Ceci est valable que les nombres soient ou non des entiers ; il existe une formule qui génère tous les cas entiers.
- Un triangle non nécessairement situé dans le plan euclidien ayant des angles égaux à {\textstyle {\frac {\pi }{p}},}{\textstyle {\frac {\pi }{q}},} et {\textstyle {\frac {\pi }{r}}} est un triangle du plan euclidien si la somme des inverses de {\displaystyle p,q,r} est égale à 1, du plan sphérique si cette somme est strictement supérieure à 1 et du plan hyperbolique si la somme est strictement inférieure à 1.
- La somme des inverses des diviseurs d'un nombre parfait pair est égale à 2.

## Exemples de sommes d'un nombre infini d'inverses d'entiers

### Sommes finies

#### Convergence rapide
- La somme des inverses des puissances entières de 2, en commençant à l'exposant nul, est égale 2. Plus généralement, la somme des inverses des puissances entières de l'entier {\displaystyle a\geqslant 2} est égale à {\displaystyle {\frac {a}{a-1}}}.
- La somme des inverses des nombres de Mersenne (puissances de 2 moins 1), constante d'Erdős-Borwein, est irrationnelle, et approximativement égale à 1,606 695.
- La constante inverse de Fibonacci, somme des inverses des nombres de Fibonacci, est irrationnelle, approximativement égale à 3,359 9. Pour d'autres sommes de sous-ensembles infinis des inverses des nombres de Fibonacci, voir ici.
- La somme des inverses des coefficients binomiaux centraux : {\displaystyle \sum _{n=0}^{\infty }{\frac {1}{\binom {2n}{n}}}={\frac {4}{3}}+{\frac {2\pi {\sqrt {3}}}{27}}}, voir la suite A091682 de l'OEIS.
- La somme des inverses des factorielles est égale au nombre transcendant e.
- La somme des inverses des primorielles est irrationnelle, approximativement égale à 0,705 230.
- La somme des inverses des puissances {\displaystyle \ n^{n}\ }en commençant à {\displaystyle n=1} est approximativement égale à 1,2913. La somme est exactement égale à une intégrale définie : {\displaystyle \ \sum _{n=1}^{\infty }{\frac {1}{\ n^{n}}}=\int _{0}^{1}{\frac {\ \mathrm {d} \ x\ }{\ x^{x}}}\ }
Cette identité a été découverte par Johann Bernoulli en 1697 et est maintenant connue comme l'une des deux identités du rêve du deuxième année.
- La somme des inverses des puissances parfaites (entiers {\displaystyle \geqslant 2} élevés à une puissance entière {\displaystyle \geqslant 2}), en comptant les répétitions comme {\displaystyle 2^{4}=4^{2}}, est égale à 1.
- La somme des inverses des puissances parfaites (sans répétitions) est égale à {\displaystyle \sum _{k=2}^{\infty }\mu (k)(1-\zeta (k))\approx 0,8745}, où μ(k) est la fonction de Möbius et ζ(k) est la fonction zêta de Riemann ; voir la suite A072102 de l'OEIS.
- Le théorème de Goldbach-Euler stipule que la somme des inverses des puissances parfaites moins 1 (hors doublons) est égale à 1 .
- La somme des inverses des nombres puissants, généralisant les puissances parfaites, est également finie, égale à  {\displaystyle {\frac {\zeta (2)\cdot \zeta (3)}{\zeta (6)}}=\prod _{p{\text{ premier}}}\left(1+{\frac {1}{p(p-1)}}\right)\approx 1,9436}[1] (voir la suite A082695 de l'OEIS). Un « nombre puissant » est un entier dont les exposants apparaissant dans la factorisation en produit de facteurs premiers sont supérieurs ou égaux à 2.
- La suite de Sylvester est une suite d'entiers dont chaque terme est le produit des termes précédents augmenté de 1, en partant d'un terme initial égal à 2. Les premiers termes de la suite sont 2, 3, 7, 43, 1807 . La somme des inverses des termes de la suite de Sylvester est égale à 1.
- La somme des inverses des nombres de Fermat (de la forme {\displaystyle \ 2^{(2^{n})}+1\ })  est irrationnelle, voir la suite A051158 de l'OEIS.

- Les factorielles exponentielles sont définies récursivement par{\displaystyle \ a_{0}=1,~a_{n}=n^{a_{n-1}}.} Par exemple, {\displaystyle \ a_{4}=4^{3^{2^{1}}}\ } où les exposants sont évalués successivement de haut en bas. La somme des inverses des factorielles exponentielles en partant de 1, environ égale à 1,6111, est transcendante ; voir la suite A080219 de l'OEIS.
- Une suite sans somme est une suite strictement croissante d'entiers strictement positifs, dont aucun terme n'est la somme d'un certain nombre de termes précédents, comme, par exemple, la suite des puissances de 2. On connait l'encadrement suivant de la borne supérieure {\displaystyle R} de l'ensemble des sommes des inverses des suites sans somme :  {\displaystyle 2,0654<R<2,8570} .

#### Convergence lente
- La somme des inverses des carrés parfaits (résultat du problème de Bâle) est le nombre transcendant {\displaystyle \pi ^{2}/6}.
- La somme des inverses des nombres oblongs (produits de deux entiers consécutifs) (à l'exclusion de 0) est égale à 1 (voir somme télescopique).
- La somme des inverses des nombres triangulaires non nuls est égale à 2 (identité identique à la précédente).

- La somme des inverses des termes de la colonne d'indice p du triangle de Pascal {\displaystyle \sum _{n=p}^{\infty }{\frac {1}{n \choose p}}} est égale à {\displaystyle {\frac {p}{p-1}}} (la formule précédente étant le cas {\displaystyle p=2}).
- La somme des inverses des produits de deux entiers consécutifs, le premier étant impair ({\displaystyle {\frac {1}{1\times 2}}+{\frac {1}{3\times 4}}+\cdots }) est égale à {\displaystyle \ln 2}.
- La somme des inverses des nombres k-gonaux {\displaystyle {n~{\big (}(k-2)n-(k-4){\big )} \over 2}} est égale à {\displaystyle S_{k}=-{\frac {2}{k-4}}\left(\psi \left({\frac {2}{k-2}}\right)+\gamma \right)} où {\displaystyle \psi } est la fonction digamma :

{\displaystyle S_{3}=2\;;\ S_{4}={\frac {\pi ^{2}}{6}}\;;\ S_{5}=3\ln 3-{\frac {\pi }{\sqrt {3}}}}, voir la suite A244641 de l'OEIS ; {\displaystyle S_{6}=2\ln 2} ; pour {\displaystyle S_{7}} voir la suite A244639 de l'OEIS.
- La somme des inverses des cubes parfaits, constante d'Apéry ζ(3), est environ égale à 1,2021. Ce nombre est irrationnel, mais on ne sait pas s'il est transcendant.
- La fonction zêta de Riemann ζ(s) est une fonction d'une variable complexe s qui prolonge analytiquement la somme de la série infinie {\displaystyle \ \sum _{n=1}^{\infty }{\frac {1}{\ n^{s}\ }}}
- La somme des inverses des nombres premiers jumeaux, dont on ne sait pas s'il y en a un nombre fini ou infini, est connue pour être finie et est appelée constante de Brun, égale environ à 1,9022 ; voir la suite A065421 de l'OEIS.
- Les quadruplets premiers sont les paires de nombres premiers jumeaux ayant un seul nombre impair entre eux. La somme des inverses des nombres intervenant dans les quadruplets premiers, constante de Brun pour les quadruplets, est environ égale à  0,8706 ; voir la suite A213007 de l'OEIS.
- La somme des inverses des nombres premiers de Proth, dont on ne sait pas s'il y en a un nombre fini ou infini, est connue pour être finie, approximativement égale à 0,747392479 [2].
- La somme des inverses des nombres premiers brésiliens est environ égale à 0,33175, voir la suite A306759 de l'OEIS.
- La somme des inverses des entiers strictement positifs ne contenant pas le chiffre « 9 » en base dix est finie, contrairement à la somme de la série harmonique ; elle est environ égale à 22,9207. Voir l'article sur la série de Kempner.
- Un nombre palindrome est un nombre qui est égal à son image miroir. La somme des inverses des nombres palindromes en base 10 vaut environ 3,3703, voir la suite A118031 de l'OEIS. La somme est finie pour toute base.

### Sommes infinies
- La somme des inverses des entiers strictement positifs, somme de la série harmonique, est infinie. On a l'équivalent de la somme partielle : {\displaystyle \sum _{k=1}^{n}{\frac {1}{k}}\sim \ln n}, d'où une divergence lente. La différence entre la somme partielle et le logarithme népérien de n converge vers la constante d'Euler-Mascheroni, communément notée {\displaystyle \ \gamma \ ,} qui est d'environ 0,5772 .
- La somme des inverses des nombres premiers est infinie et l'on a l'équivalent {\displaystyle \sum _{k=1}^{n}{\frac {1}{p_{k}}}\sim \ln(\ln n)}, divergence encore plus lente que la précédente.
- La forme forte du théorème de Dirichlet sur les progressions arithmétiques implique que la somme des inverses des nombres premiers de la forme  4 n + 3 est infinie.
- De même, la somme des inverses des nombres premiers de la forme  4n + 1  est infinie. D'après le théorème de Fermat sur les sommes de deux carrés, il s'ensuit que la somme des inverses des nombres de la forme {\displaystyle \ a^{2}+b^{2}\ ,} où a et  b sont des entiers naturels, non égaux tous les deux à 0, est infinie, avec ou sans répétitions.
- La somme des inverses des entiers strictement positifs contenant au moins un chiffre "9" en base 10 est infinie. Voir à série de Kempner.
- La somme des inverses des sommes des diviseurs des entiers strictement positifs est infinie, et l'on a l'équivalent {\displaystyle \sum _{k=1}^{n}{\frac {1}{\sigma (k)}}\sim B\ln n} où {\displaystyle B=\prod _{p{\text{ premier}}}\left(\left(1-{\frac {1}{p}}\right)\left(\sum _{k\geqslant 1}{\frac {p-1}{p^{k}-1}}\right)\right)\approx 0,67274}[3].

- La conjecture d'Erdős sur les progressions arithmétiques stipule que si la somme des inverses des éléments d'un ensemble A d'entiers strictement positifs est infinie, alors A contient des progressions arithmétiques de n'importe quelle longueur, aussi grande soit-elle. En 2020 la conjecture restait non prouvée.

## Lien avec la densité asymptotique
Soit {\displaystyle A} un ensemble infini d'entiers strictement positifs, {\displaystyle (a_{n})_{n\geqslant 1}} la suite croissante de ses éléments.
Si A est possède une densité asymptotique {\displaystyle \alpha >0} , alors la somme des inverses de ses éléments est infinie (car  {\displaystyle {\frac {1}{a_{n}}}\sim {\frac {\alpha }{n}}}).
Si A est de densité nulle, ce qui équivaut à {\displaystyle {\frac {1}{a_{n}}}=o\left({\frac {1}{n}}\right)}, la somme des inverses de ses éléments peut être infinie (cas des nombres premiers), ou finie (cas des puissances de 2).